# Guanci Automobiles

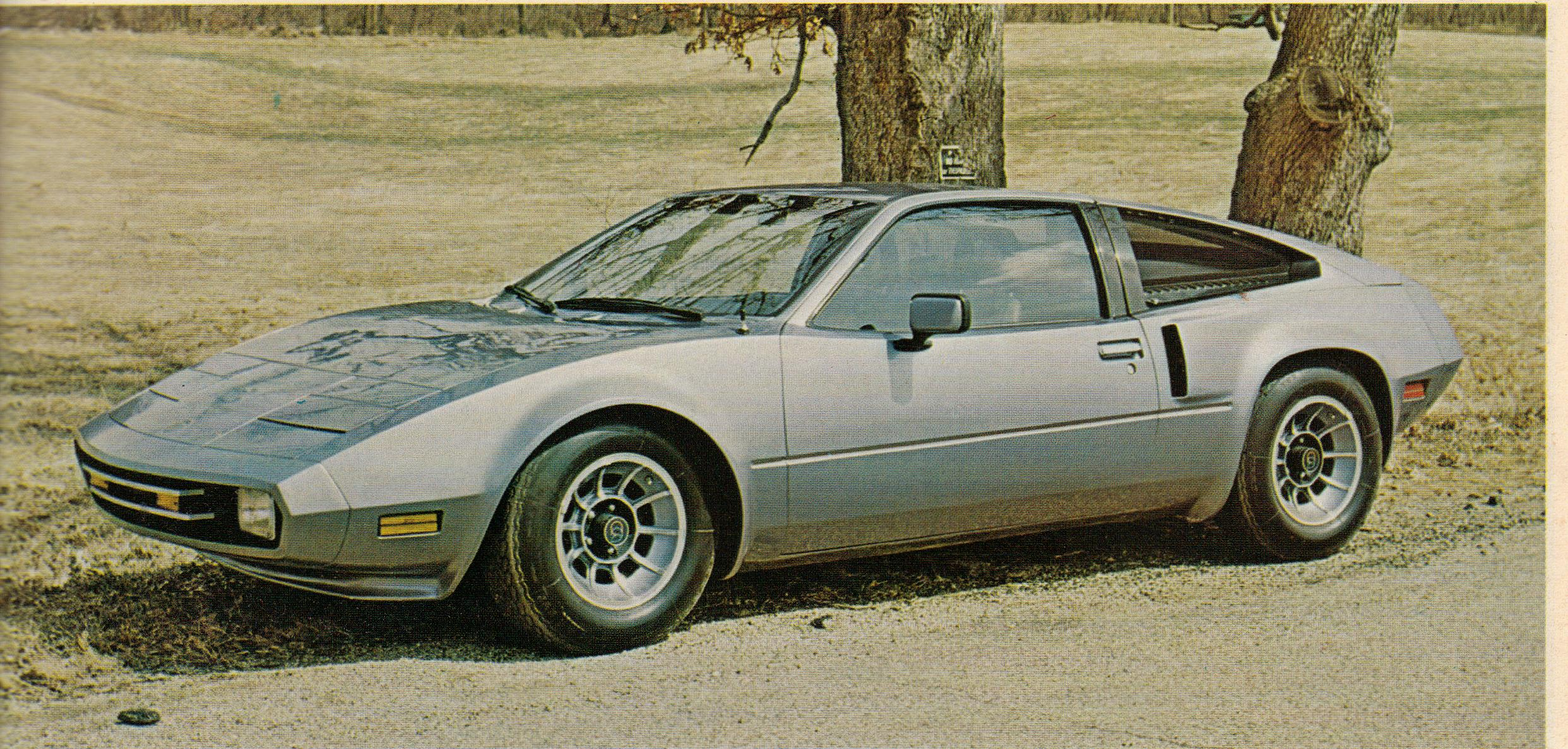
Guanci SJJ-1

Guanci Automobiles Inc. war ein US-amerikanischer Hersteller von Automobilen.

## Unternehmensgeschichte
John J. Guanci Jr. gründete das Unternehmen am 11. August 1978 in Woodstock in Illinois. Die Produktion von Automobilen begann. Der Markenname lautete Guanci. Etwa 1984 oder 1990 endete die Produktion. Angeblich sollen jährlich etwa 50 Fahrzeuge produziert worden sein. Eine andere Quelle gibt an, dass zwischen 1979 und 1981 drei Fahrzeuge entstanden.

## Fahrzeuge
Das einzige Modell war der Guanci SJJ-1. Dies war ein Sportwagen mit Mittelmotor. Das Coupé bot Platz für zwei Personen.